# 2006 في إثيوبيا
فيما يلي قائمة بالأحداث التي وقعت خلال عام 2006 في  إثيوبيا.

## في السلطة
- الرئيس : غيرما ولد غيورغيس
- رئيس الوزراء : مليس زيناوي

## أحداث

### فبراير
- 6 فبراير - قال مدير برنامج الطوارئ في اليونيسف، دان تول، إن 56000 طفل يعانون من سوء التغذية المعتدل والشديد نتيجة الجفاف الحالي. [1]
- 22 فبراير - تم تحديد موعد محاكمة 80 شخصا متهمين بالخيانة والإبادة الجماعية والاعتداء على الدستور فيما يتعلق بمظاهرات أكتوبر الماضي، ليوم الخميس. من بين المتهمين أعضاء برلمانيون منتخبون وأعضاء قياديون في التحالف من أجل الوحدة والديمقراطية وصحفيين ونشطاء حقوقيين. [2]

### أغسطس
- 6 أغسطس - فيضانات نهر ديشاتو، مما أسفر عن مقتل أكثر من 200 شخص. [3]
- 16 أغسطس - بلغ عدد قتلى الفيضانات أكثر من 300 شخص [4]

### ديسمبر
- 8 ديسمبر - الجيشان الصومالي والإثيوبي يشتبكان مع اتحاد المحاكم الإسلامية داخل الصومال. [5]
- 24 ديسمبر - أكدت إثيوبيا أن قواتها غزت وتقاتل المليشيات الإسلامية التي تسيطر على جزء كبير من الصومال. [6]